# André Guiol
André Guiol, né le 28 juin 1954 à Néoules (Var), est un homme politique français.

## Biographie
Le 27 septembre 2020, il est élu sénateur du Var, Groupe du Rassemblement démocratique et social européen (RDSE).
Élu en septembre 2020 sous l'étiquette DVG soutenu par La République en marche, il rejoint le mouvement Territoires de progrès en janvier 2021. Opposé à la réforme des retraites portée par le Gouvernement Borne, il quitte TdP en février 2023 avant de rejoindre « La Convention », le nouveau mouvement de Bernard Cazeneuve.

## Mandats
- Maire de Néoules de juin 1995 à octobre 2020.
- Vice-président de la Communauté d'agglomération de la Provence Verte.